# Вітряк у селі Грищинці

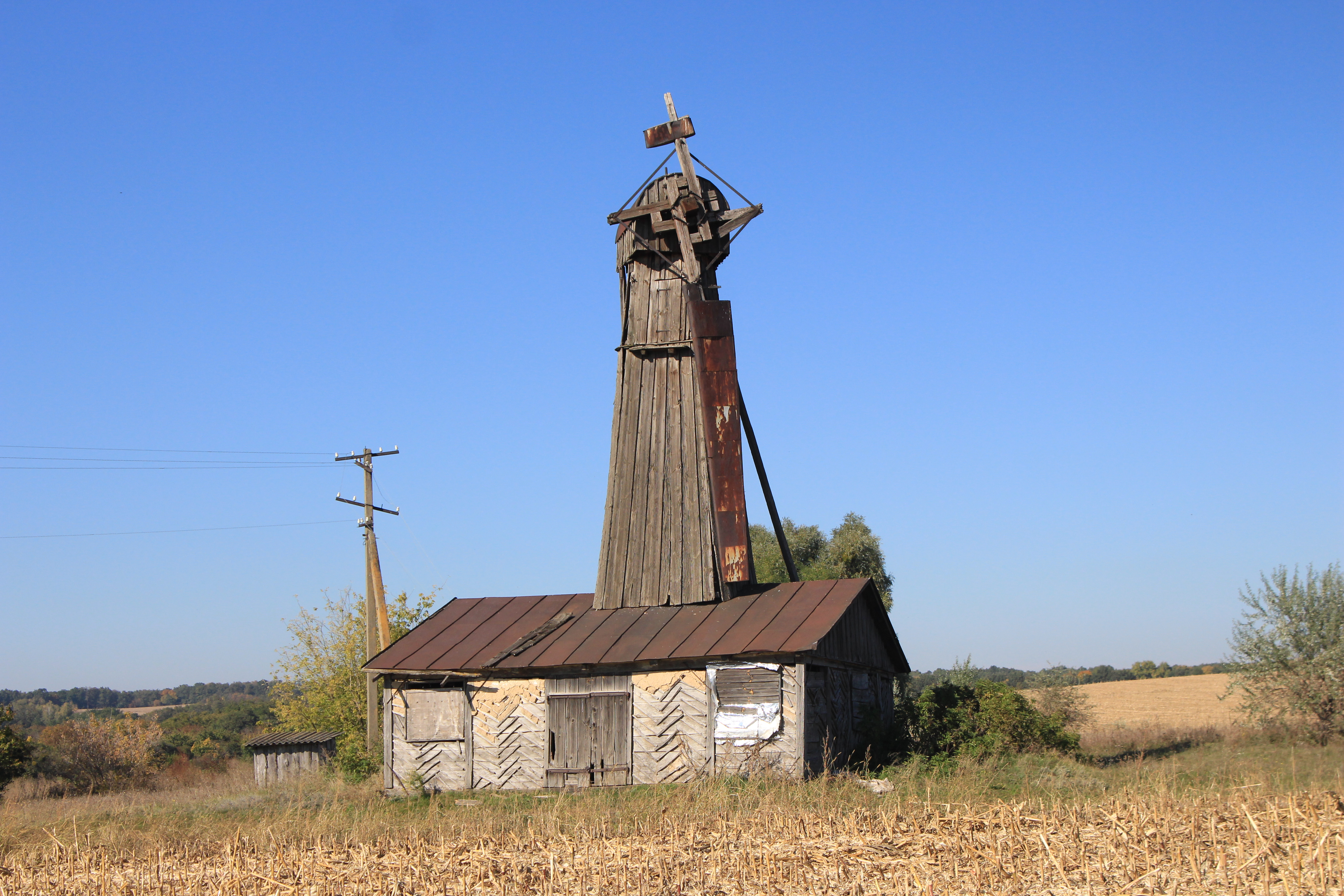
Вітряний млин Д-15 у Грищинцях, Канівський район, Черкаська область. 2018 рік

Млин у селі Грищинці Канівського району — вітряк, розташований у селі Грищинці на Канівщині, один з небагатьох вцілілих вітряків Д-15, збудованих за конструкцією винахідника Володимира Стрільця.

## Історія
Млин зведений влітку 1955 року силами шести місцевих колгоспних столярів всього за 4 місяці. В. Стрілець безпосередньо керував будівництвом. Брав участь у спорудженні і майбутній мірошник Григорій Сторчеус. За його словами, від сили вітру млин працював до 1970-х років, допоки вже новий мірошник під час буревію не зміг вчасно відвернути шатро від вітру. Приблизно в ті ж роки відбувалась електрифікація Канівщини, тому зламане крило не стали ремонтувати. Млин перевели на електричну тягу, а лопаті і надалі поступово руйнувались. Ще в 2009 році їх було три, а в 2015-му лишилась тільки одна.

## Сьогодення
Незважаючи на внесення в реєстр пам'яток, нині вітряк в незадовільному стані, весь в щілинах, отворах, на башті відсутні дошки.
У 2019 році фото вітряка посіло 2 місце у спецномінації «Млини» української частини найбільшого у світі фотоконкурсу «Вікі любить пам'ятки».

## Галерея

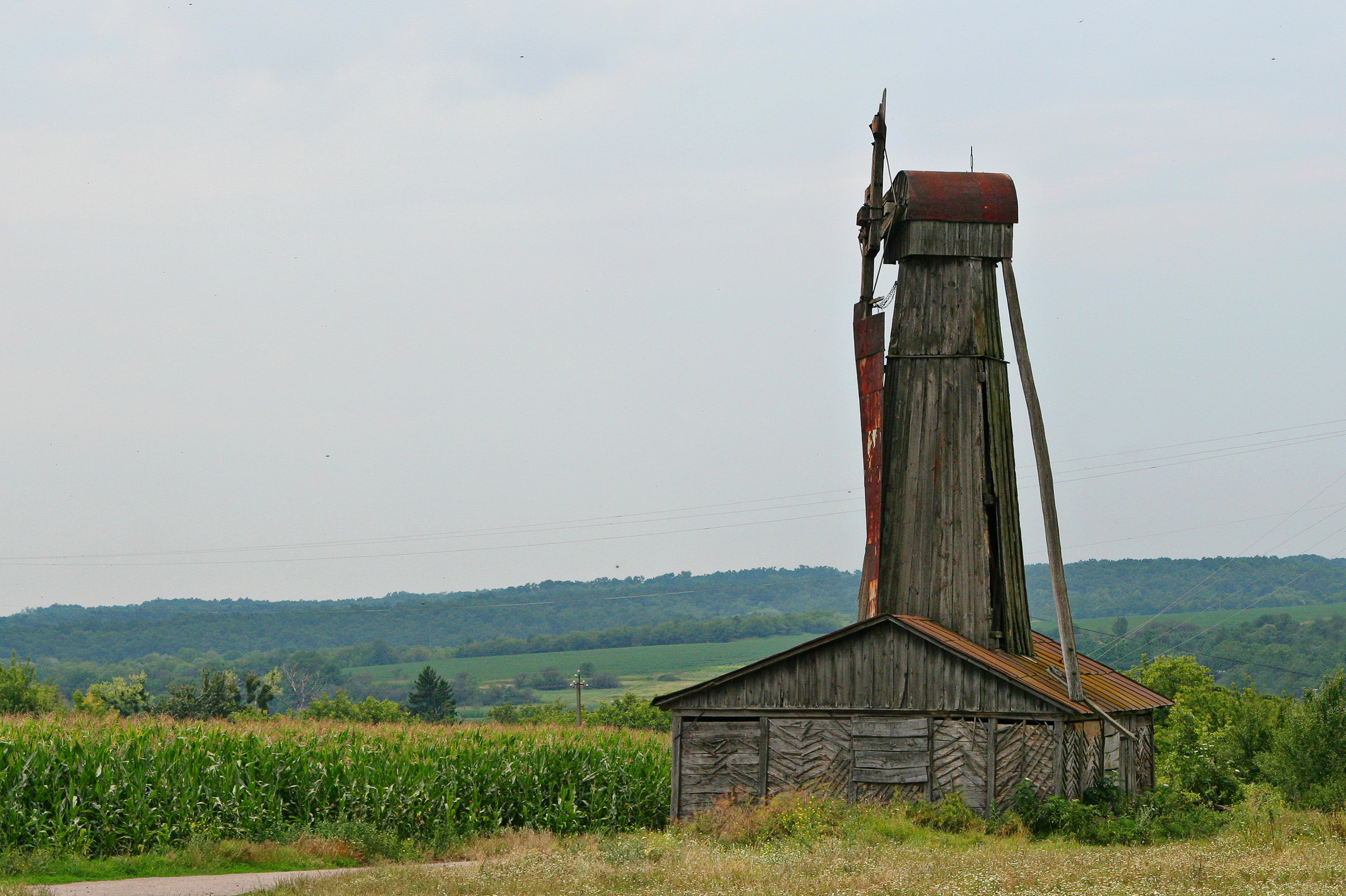
2014 рік
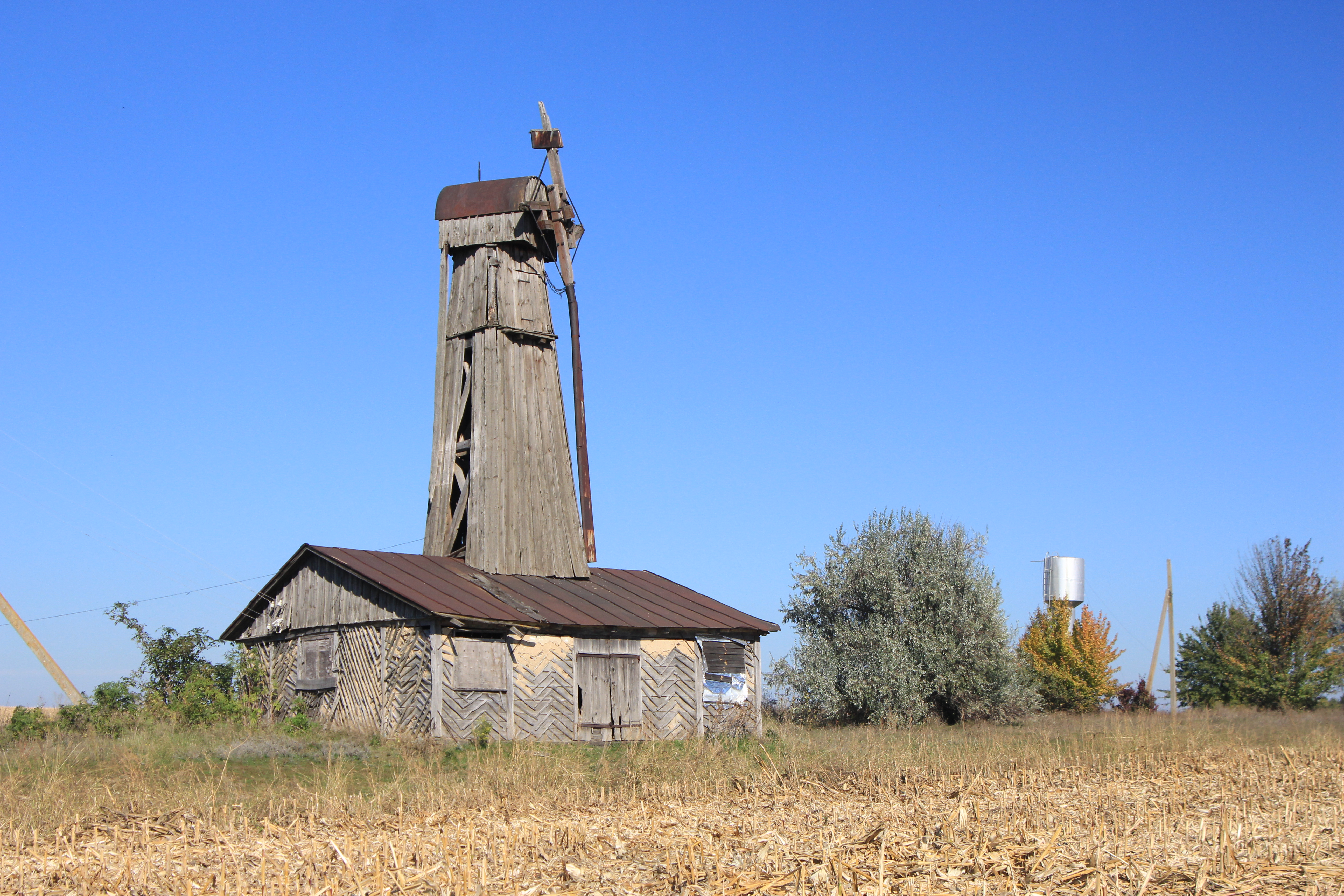
2019 рік
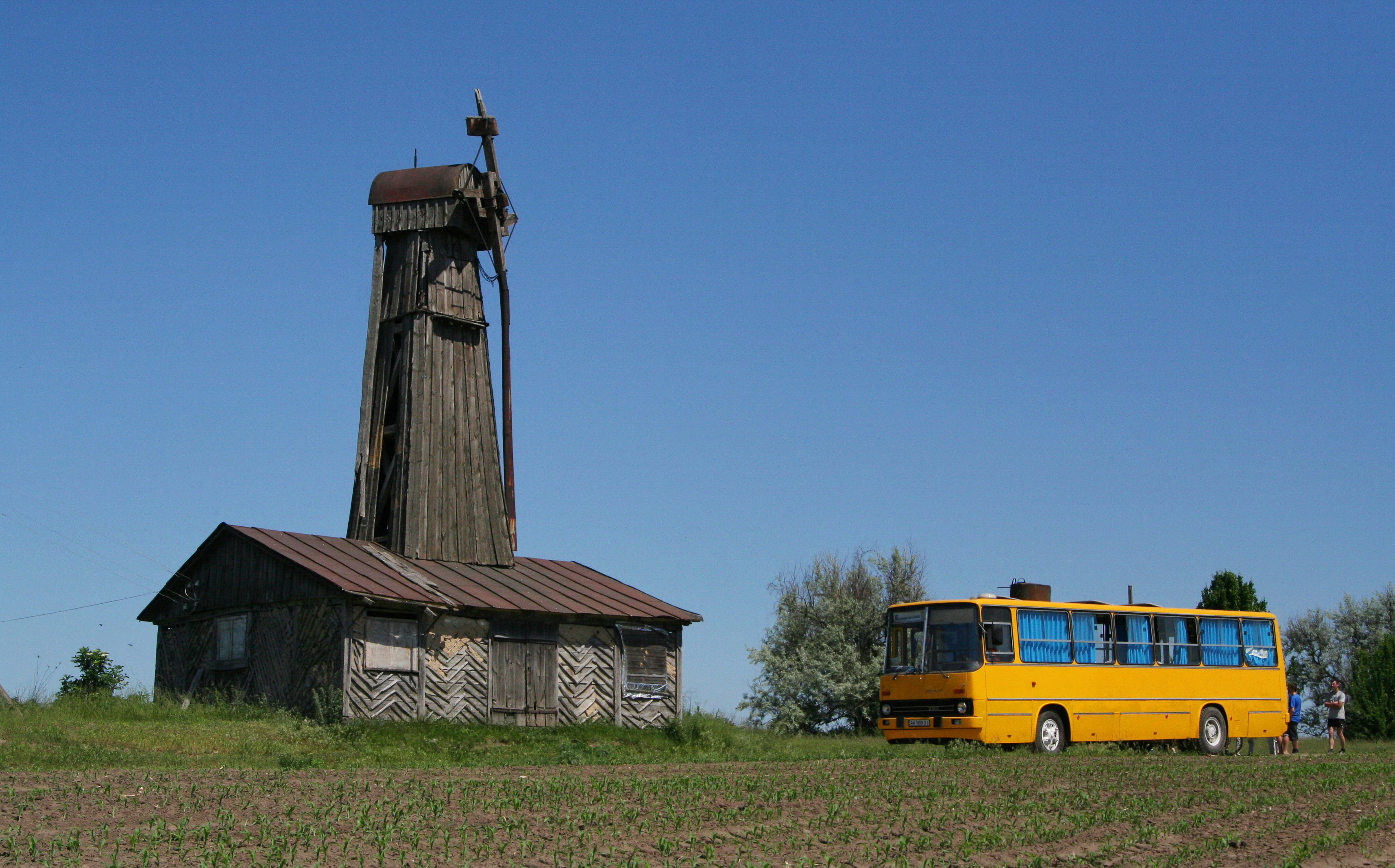
2015 рік
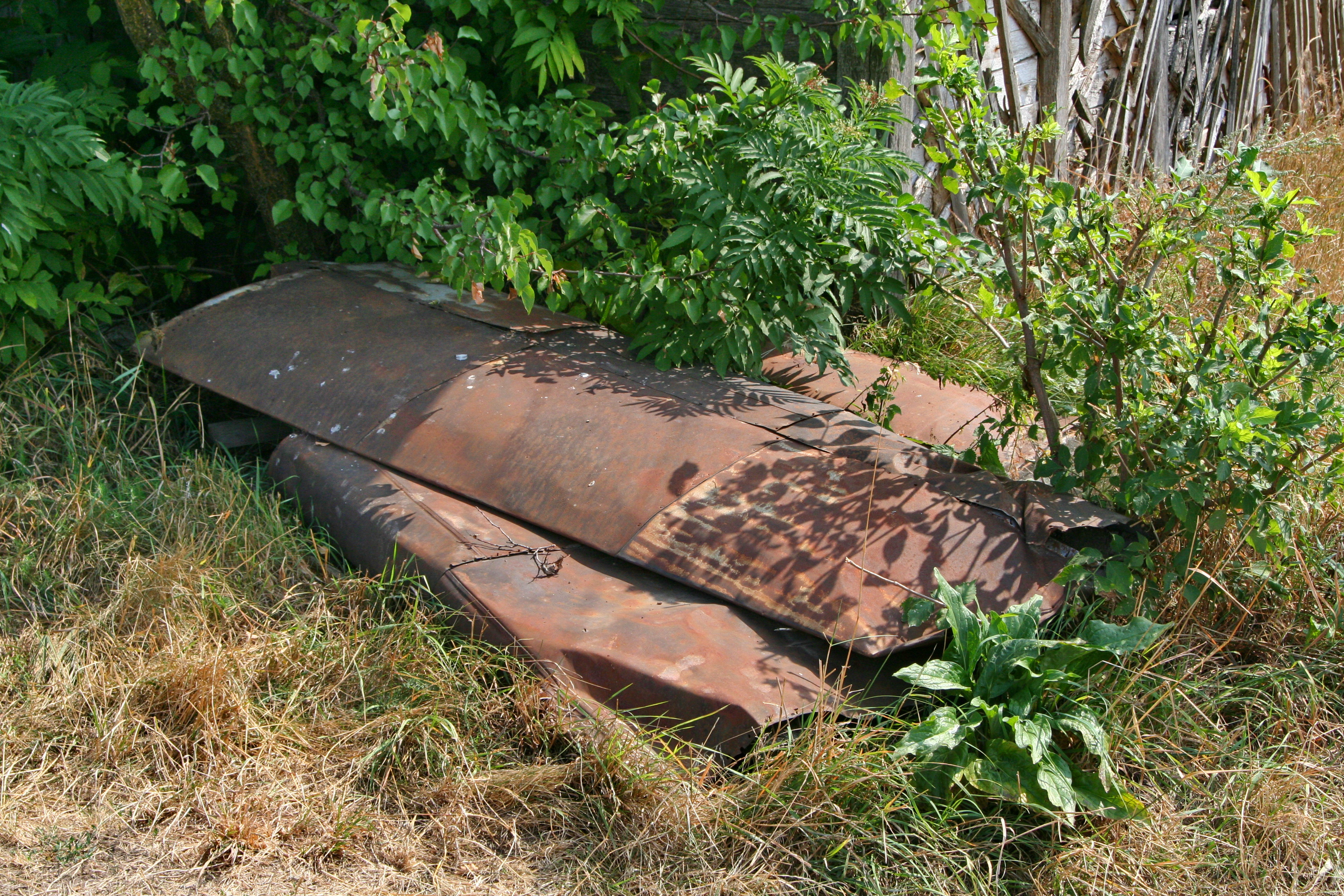
Крила
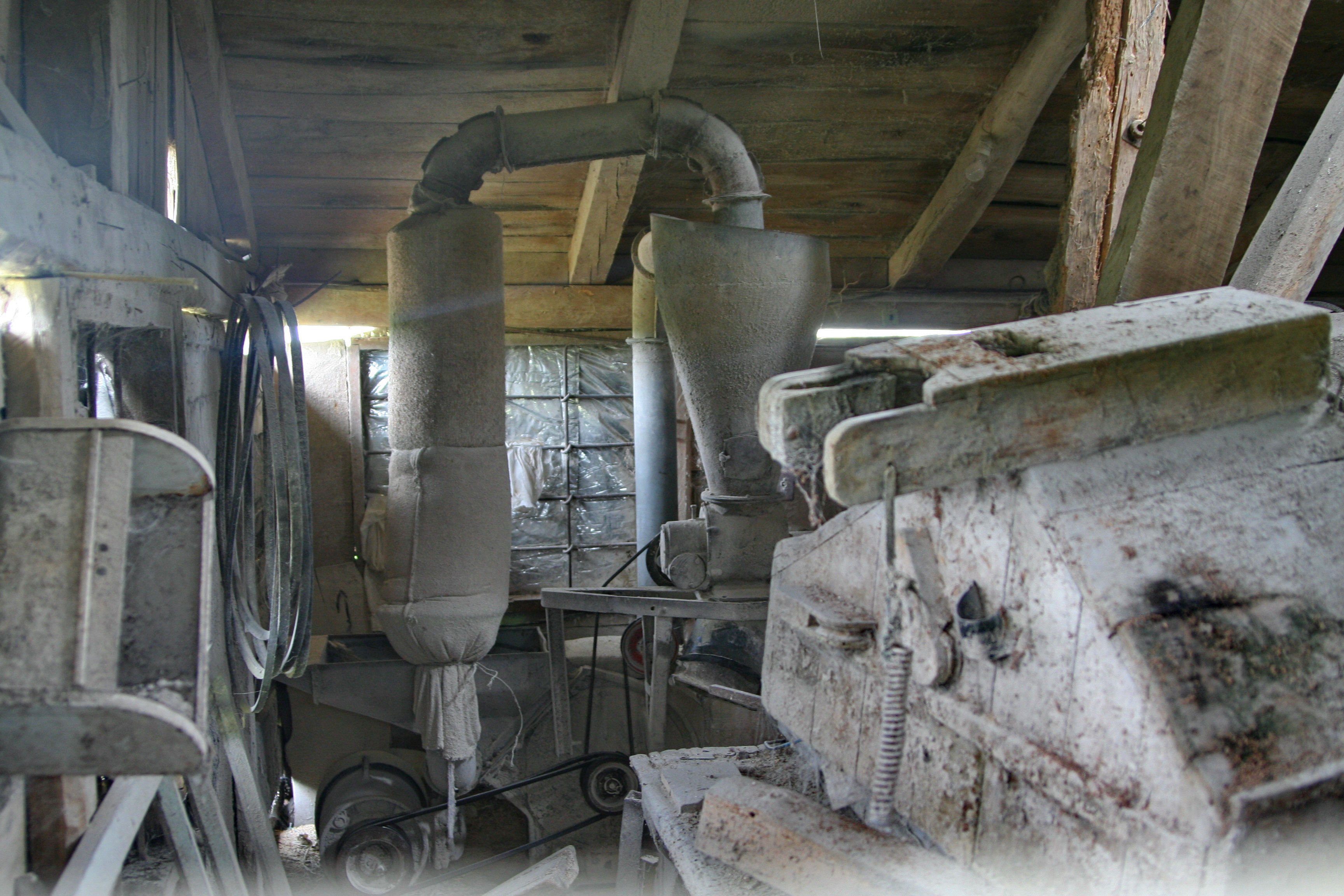
Інтер'єр
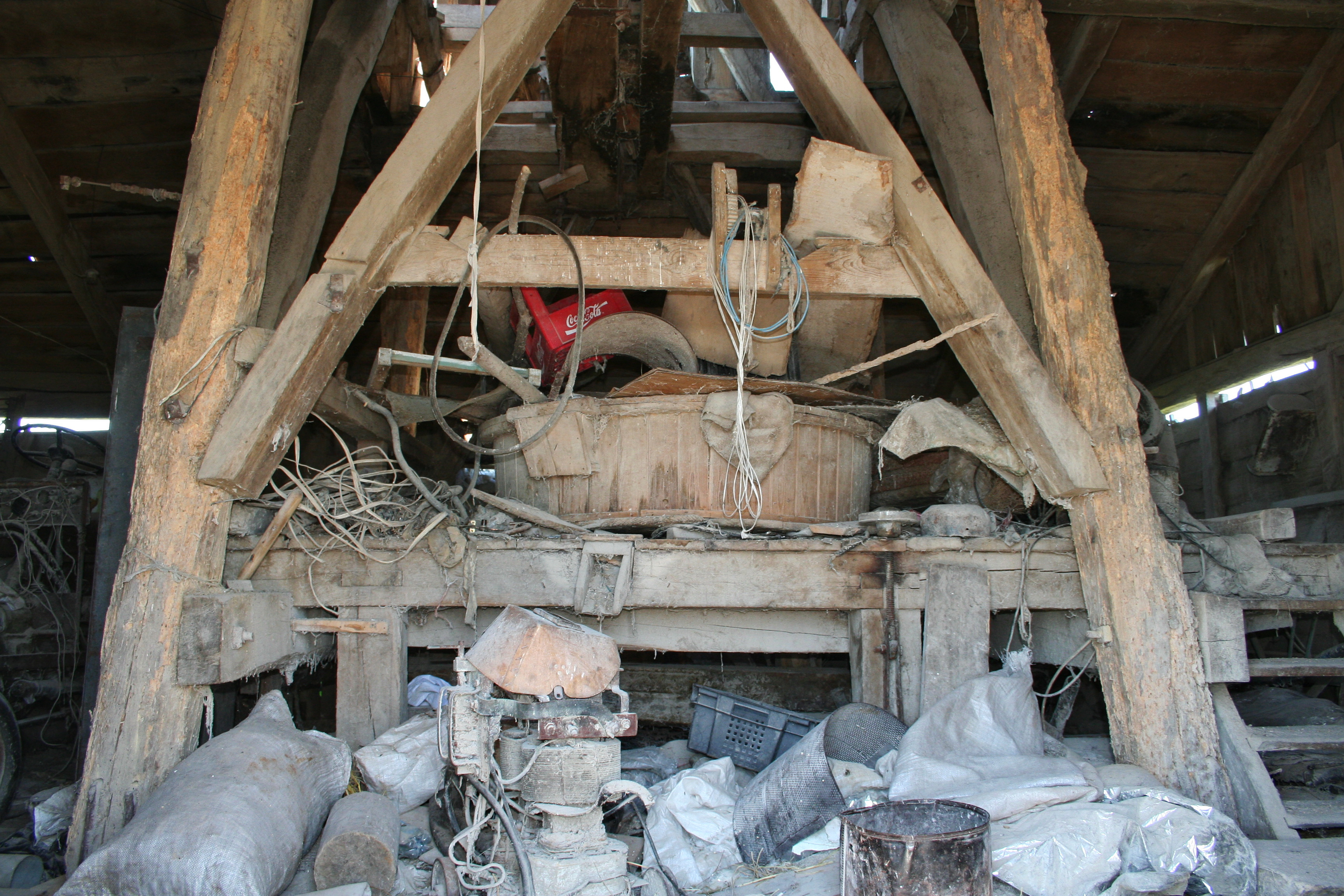
Млиновий постав
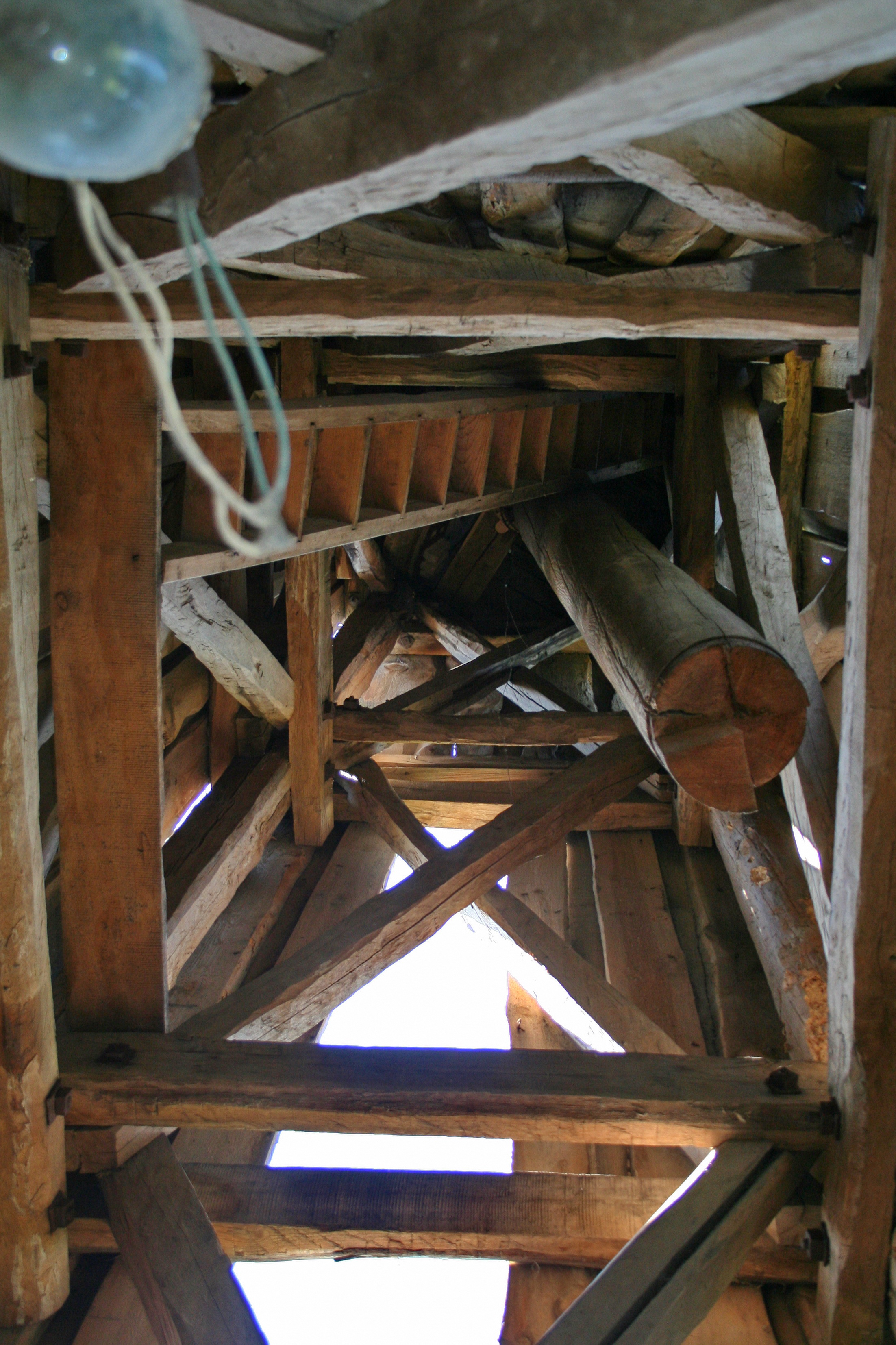
Башта, головний вал
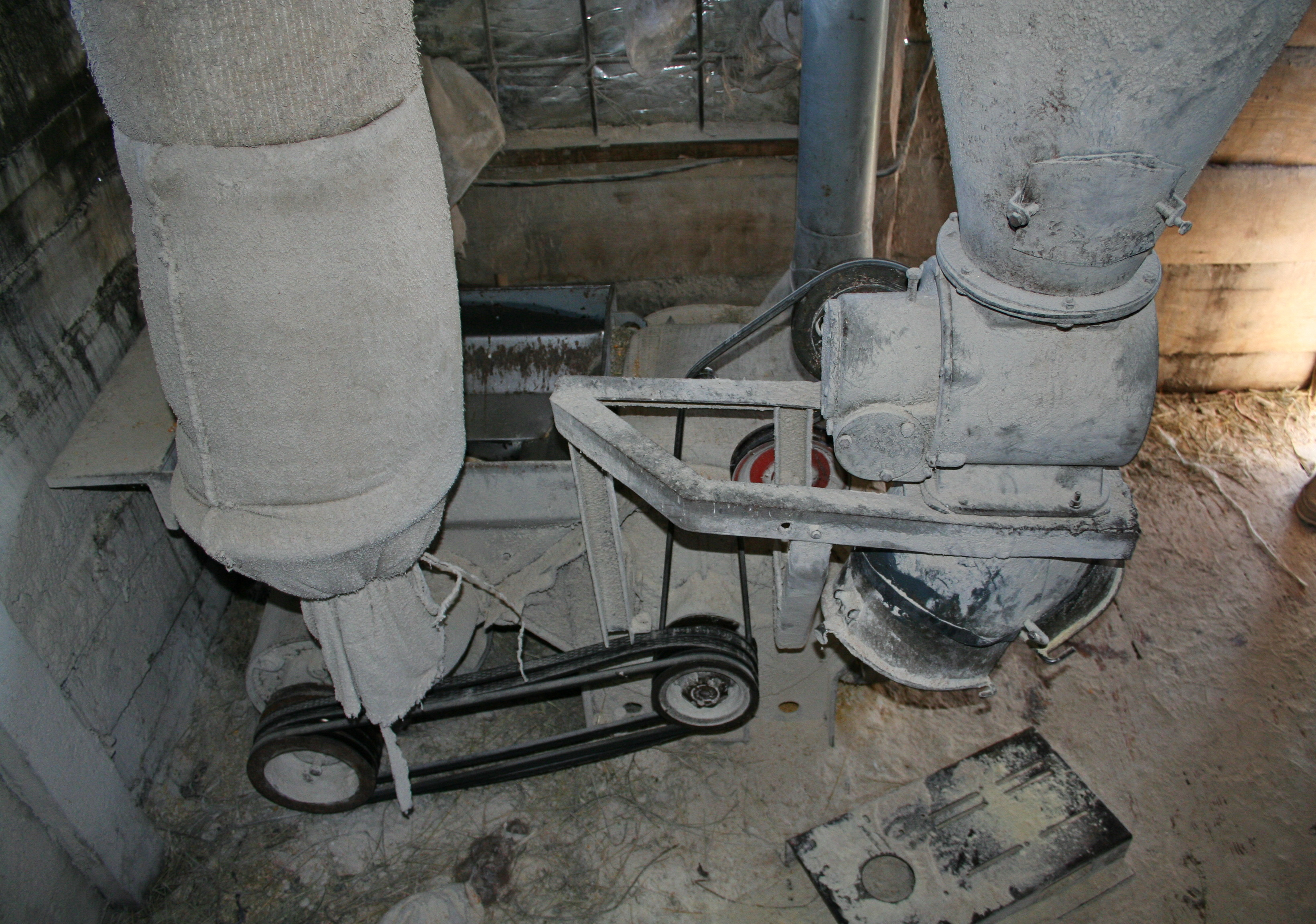
Борошномельне обладнання
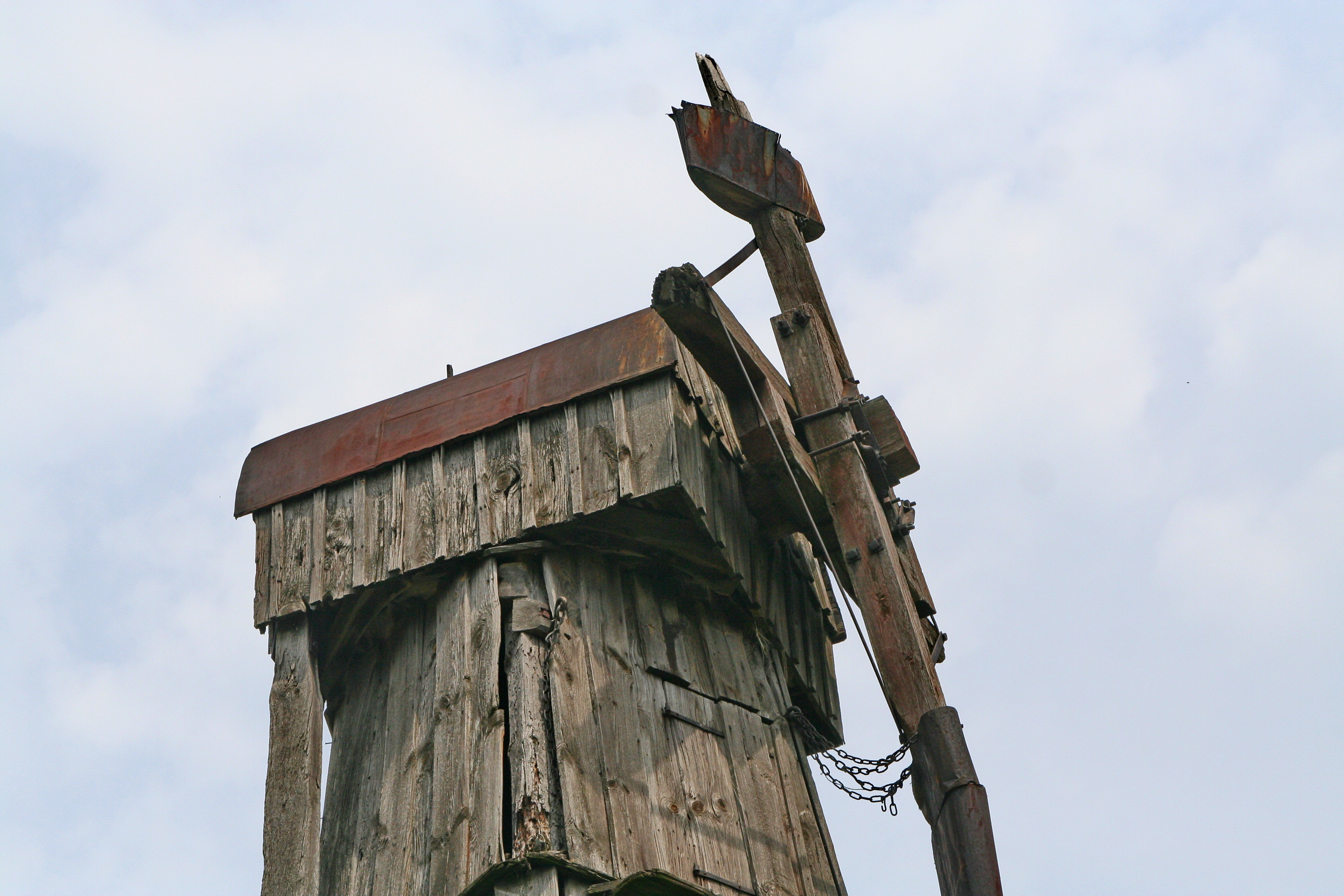
Шатро